# Tour Down Under 2023
Die Tour Down Under 2023 war die 23. Austragung des australischen Etappenrennens und fand vom 17. bis zum 22. Januar 2023 im Rahmen von sechs Etappen statt. Nach zwei Jahren Pause kehrte die Rundfahrt als Teil der UCI WorldTour 2023 in den Radsportkalender zurück.
Den Gesamtsieg sicherte sich der Australier Jay Vine (UAE Team Emirates) vor Simon Yates (Jayco AlUla) und Pello Bilbao (Bahrain Victorious). Magnus Sheffield (Ineos Grenadiers) belegte als bester Nachwuchsfahrer den vierten Gesamtrang. In der Punktewertung setzte sich Michael Matthews (Jayco AlUla) durch, während sich Mikkel Frølich Honoré (EF Education-EasyPost) mit einem Punkt Vorsprung die Bergwertung sicherte. Die Mannschaftswertung ging an das UAE Team Emirates.

## Streckenführung
Insgesamt mussten die Fahrer auf den sechs Etappen 679,3 Kilometer zurücklegen. Neben einem flachen Einzelzeitfahren standen in erster Linie hügelige Etappen auf dem Programm, von denen eine mit einer kleinen Bergankunft endete. Wie bei den vorangegangenen Austragungen fand die Rundfahrt um Adelaide im Bundesstaat South Australia statt. Nach einem kurzen Prolog in Adelaide wurde die Rundfahrt im Barossa Valley fortgesetzt, wo ein Rundkurs mit Start und Ziel in Tanunda befahren wurde. Anschließend führte die Strecke in Richtung Süden, wo eine Zielankunft auf der Fleurieu-Halbinsel in Victor Harbor stattfand. Die dritte Etappe führte durch die Adelaide Hills und passierte dabei den Anstieg der Corkscrew Road, ehe Tags drauf ein Rundkurs bei Willunga auf dem Programm stand. Auf der letzten Etappe kehrte das Fahrerfeld in die Adelaide Hills zurück, wo ein weiterer Rundkurs absolviert wurde, ehe die Etappe mit einer Bergankunft auf dem Monut Lofty zu Ende ging. Dieser war mit einer Höhe von rund 700 Metern auch der höchste Punkt des Rennens, während der Willunga Hill erstmals seit dem Jahr 2002 nicht im Programm der Rundfahrt aufschien.
| Etappe         | Datum               | Strecke                  | Typ                 | km    |
| -------------- | ------------------- | ------------------------ | ------------------- | ----- |
| Prolog         | Di, 17. Januar 2023 | Adelaide – Adelaide      | Einzelzeitfahren    | 5,5   |
| 1              | Mi, 18. Januar 2023 | Tanunda – Tanunda        | Mittelgebirgsetappe | 150   |
| 2              | Do, 19. Januar 2023 | Brighton – Victor Harbor | Mittelgebirgsetappe | 156   |
| 3              | Fr, 20. Januar 2023 | Norwood – Campbelltown   | Mittelgebirgsetappe | 118,5 |
| 4              | Sa, 21. Januar 2023 | Port Willunga – Willunga | Mittelgebirgsetappe | 135,3 |
| 5              | So, 22. Januar 2023 | Unley – Mount Lofty      | Mittelgebirgsetappe | 114   |
| Gesamtdistanz: | Gesamtdistanz:      | Gesamtdistanz:           | Gesamtdistanz:      | 679,3 |

## Reglement
Im Rahmen der 23. Auflage wurden Trikots für die Gesamtwertung (Orange), Punktwertung (Blau), Bergwertung (Weiß mit grünen Punkten) und Nachwuchswertung (Weiß) vergeben.
Die Punktewertung setzte sich aus den Zielankünften und den Zwischensprints zusammen. Pro Etappe (mit Ausnahme des Zeitfahrens) wurden zwei Zwischensprints ausgetragen, die im Kampf um das blaue Trikot von Bedeutung waren. Während den Etappen gab es die Möglichkeit, Zeitbonifikationen zu gewinnen, um sich in der Gesamtwertung zu verbessern. Die Vergabe der Sekunden sowie der Punkte für die Punkte- und Bergwertung wird in der folgenden Tabelle erklärt.
|                 |                | 1. | 2. | 3. | 4. | 5. | 6. | 7. | 8. | 9. | 10. | 11. | 12. | 13. | 14. | 15. | Platz    |
| Punktewertung   | Zielankunft    | 50 | 30 | 20 | 18 | 16 | 14 | 12 | 10 | 8  | 7   | 6   | 5   | 4   | 3   | 2   | Punkte   |
| Punktewertung   | Zwischensprint | 15 | 10 | 6  |    |    |    |    |    |    |     |     |     |     |     |     | Punkte   |
| Bergwertung     | 1. Kategorie   | 10 | 6  | 4  | 2  | 1  |    |    |    |    |     |     |     |     |     |     | Punkte   |
| Bergwertung     | 2. Kategorie   | 7  | 5  | 3  | 1  |    |    |    |    |    |     |     |     |     |     |     | Punkte   |
| Bergwertung     | 4. Kategorie   | 3  | 2  | 1  |    |    |    |    |    |    |     |     |     |     |     |     | Punkte   |
| Bonussekununden | Zielankunft    | 10 | 6  | 4  |    |    |    |    |    |    |     |     |     |     |     |     | Sekunden |
| Bonussekununden | Zwischensprint | 3  | 2  | 1  |    |    |    |    |    |    |     |     |     |     |     |     | Sekunden |

## Teilnehmende Mannschaften und Fahrer
Neben den 18 UCI WorldTeams standen auch ein UCI ProTeam und eine nationale Auswahl Australiens am Start. Für jede Mannschaft waren sieben Fahrer startberechtigt, wobei das Movistar Team nur mit sechs Fahrern an den Start ging. Von den 139 Fahrern erreichten 121 das Ziel der letzten Etappe.
Mit Daryl Impey (Israel-Premier Tech), Rohan Dennis (Jumbo-Visma) und Luis León Sánchez (Astana Qazaqstan Team) gingen drei ehemalige Gesamtsieger der Rundfahrt an den Start.
Mit Geraint Thomas (Ineos Grenadiers), Jai Hindley (Bora-hansgrohe), Simon Yates (Team Jayco AlUla), Ben O’Connor (AG2R Citroën Team) und Pello Bilbao (Bahrain Victorious) nahmen mehrere ausgewiesene Rundfahrt-Spezialisten das Rennen in Angriff. Hinzu kamen die australischen Fahrer Rohan Dennis (Jumbo-Visma), Jay Vine (UAE Team Emirates), Michael Matthews, Lucas Hamilton (beide Team Jayco AlUla), Michael Storer (Groupama-FDJ) und Lucas Plapp (Ineos Grenadiers) sowie die beiden Neuseeländer George Bennett (UAE Team Emirates) und Patrick Bevin (Team DSM), die bei dem Saisonauftakt ebenfalls zum erweiterten Favoritenkreis zählten. Weitere Fahrer mit möglichen Ambitionen im Gesamtklassement waren Ethan Hayter (Ineos Grenadiers), Mauro Schmid (Soudal Quick-Step), Alessandro Covi (UAE Team Emirates), Maximilian Schachmann (Bora-hansgrohe), Chris Froome und Daryl Impey (beide Israel-Premier Tech).
Mit Caleb Ewan stand einer der besten Sprinter bei der Tour Down Under am Start. Der Australier fuhr jedoch nicht für sein Team Lotto Dstny, sondern für das australische Nationalteams (UniSA-Australia). Mit Michael Matthews (Team Jayco AlUla), Kaden Groves (Alpecin-Deceuninck), Bryan Coquard (Cofidis), Phil Bauhaus (Bahrain Victorious), Gerben Thijssen (Intermarché-Circus-Wanty), Ethan Hayter (Ineos Grenadiers) und Hugo Hofstetter (Team Arkéa-Samsic) starteten zudem weitere sprintstarke Fahrer bei der Rundfahrt.
Beim Prolog-Zeitfahren galten Rohan Dennis (Jumbo-Visma), Geraint Thomas, Ethan Hayter und Magnus Sheffield (alle Ineos Grenadiers) zu den Siegesanwärtern.
| UCI WorldTeams | UCI WorldTeams        | UCI WorldTeams | UCI WorldTeams           | UCI WorldTeams | UCI WorldTeams    | UCI ProTeams | UCI ProTeams        | Nationalteams | Nationalteams   |
| -------------- | --------------------- | -------------- | ------------------------ | -------------- | ----------------- | ------------ | ------------------- | ------------- | --------------- |
| ACT            | AG2R Citroën Team     | GFC            | Groupama-FDJ             | DSM            | Team DSM          | IPT          | Israel-Premier Tech | AUS           | UniSA-Australia |
| ADC            | Alpecin-Deceuninck    | IGD            | Ineos Grenadiers         | JAY            | Team Jayco AlUla  |              |                     |               |                 |
| AST            | Astana Qazaqstan Team | ICW            | Intermarché-Circus-Wanty | TFS            | Trek-Segafredo    |              |                     |               |                 |
| TBV            | Bahrain Victorious    | TJV            | Jumbo-Visma              | UAD            | UAE Team Emirates |              |                     |               |                 |
| BOH            | Bora-Hansgrohe        | MOV            | Movistar Team            |                |                   |              |                     |               |                 |
| COF            | Cofidis               | SOQ            | Soudal Quick-Step        |                |                   |              |                     |               |                 |
| EFE            | EF Education-EasyPost | ARK            | Team Arkéa-Samsic        |                |                   |              |                     |               |                 |

## Rennverlauf und Ergebnisse
Das kurze Zeitfahren des Prologs wurde maßgeblich vom Regen beeinflusst. Alberto Bettiol (EF Education-EasyPost) nutzte seine frühe Startnummer und stellte die Bestzeit bei trockenen Bedingungen auf, ehe es wenig später zu regnen begann. Auf dem technisch anspruchsvollen Parcours kamen in weiterer Folge mehrere Fahrer zu Sturz. Gegen Ende begann die Straße allmählich aufzutrocknen, doch die Zeit des Italieners konnte nicht mehr gefährdet werden. Magnus Sheffield (Ineos Grenadiers) kam am nächsten an die Bestzeit von Alberto Bettiol heran und belegt mit einem Rückstand von acht Sekunden den zweiten Platz. Die meisten Favoriten auf den Gesamtsieg verloren zwischen 15 und 30 Sekunden, wobei sich der australische Zeitfahrmeister Jay Vine (UAE Team Emirates) und Michael Matthews (Jayco AlUla) mit 14 Sekunden Rückstand in die Top 10 schoben. Die beiden Grand-Tour-Gewinner Jai Hindley (Bora-hansgrohe) und Geraint Thomas (Ineos Grenadiers) verloren über 40 Sekunden und wiesen somit bereits nach dem ersten Tag der Rundfahrt einen großen Rückstand in der Gesamtwertung auf.
Die 1. Etappe endete in einem Massensprint in dem sich Phil Bauhaus (Bahrain Victorious) vor Caleb Ewan (UniSA-Australia) durchsetzte. Platz drei ging an Michael Matthews, der sich auch bei den Zwischensprints weitere Zeitbonifikationen sicherte (insgesamt 8 Sekunden) und in der Gesamtwertung auf den zweiten Rang vorrückte. Alberto Bettiol verteidigte das orange Trikot und lag nun sechs Sekunden vor seinem ersten Verfolger. Geraint Thomas erreichte das Ziel mit einem Rückstand von über einer Minute und spielt im Kampf um die Gesamtwertung keine Rolle mehr. Auf der 2. Etappe verloren sowohl der Gesamtführende Alberto Bettiol, als auch der Gesamtzweite Michael Matthews viel Zeit und fielen im Gesamtklassement weit zurück. Während Michael Matthews zu Beginn des Schlussanstiegs einen technischen Defekt hatte, verlor Alberto Bettiol auf den letzten Kilometern aufgrund eines Krampfs den Anschluss zum Hauptfeld. Mit Jay Vine, Rohan Dennis (Jumbo-Visma), Mauro Schmid (Soudal Quick-Step), Simon Yates (Jayco AlUla) und Jai Hindley setzten sich im Schlussanstieg des Nettle Hill fünf Fahrer ab, die anschließend auf den letzten 20 Kilometern einen Vorsprung von rund zehn Sekunden auf das herannahende Hauptfeld behaupteten. Rohan Dennis griff auf dem letzten Kilometer an und sicherte sich neben dem Etappensieg auch die Führung in der Gesamtwertung. Der Australier lag nun drei Sekunden vor seinem Landsmann Jai Vine und 12 Sekunden vor Magnus Sheffield.
Die 3. Etappe brachte einen erneuten Führungswechsel in der Gesamtwertung. Im Schlussanstieg der  Corkscrew Road (rund 10 Kilometer vor dem Ziel) setzten sich Jay Vine, Simon Yates und Pello Bilbao (Bahrain Victorious) von den anderen Favoriten ab und erreichten das Ziel mit einem Vorsprung von 28 Sekunden auf die nächste kleine Gruppe. Im Zielsprint setzte sich Pello Bilbao vor Simon Yates durch, während Jay Vine als Dritter die Gesamtführung übernahm. Rohan Dennis fiel bereits zu Beginn des Schlussanstiegs zurück und erreichte das Ziel mit über einer Minute Rückstand. Der Vorsprung von Jay Vine in der Gesamtwertung betrug nun 15 Sekunden auf Pello Bilbao und 16 Sekunden auf Simon Yates. Auf der 4. Etappe wurde das Peloton bei der Hälfte der Distanz durch den starken Seitenwind in zwei Gruppen geteilt. Im Zielsprint setzte sich Bryan Coquard (Cofidis) durch, der seinen ersten WorldTour-Etappensieg feierte. In der Gesamtwertung kam es nur zu kleinen Veränderungen. Simon Yates sicherte sich beim zweiten Zwischensprint eine Bonussekunde und war nun mit 15 Sekunden Rückstand der erste Verfolger von Jay Vine.
Auf der abschließenden 5. Etappe verteidigte Jay Vine auf dem Rundkurs um den Mount Lofty die Gesamtführung. Der Australier erreichte das Ziel zeitgleich mit dem Etappensieger Simon Yates, der im Schlussanstieg angegriffen hatte. Mit Ben O’Connor (AG2R Citroën) hatte nur ein weiterer Fahrer dem Antritt des Briten folgen können, während der Gesamtdritte Bello Bilbao als siebter mit sechs Sekunden Rückstand im Ziel ankam. Am Ende der Rundfahrt betrug der Vorsprung von Jay Vine auf Simon Yates 11 Sekunden. Pello Bilbao verteidigte mit einem Rückstand von 27 seinen dritten Gesamtrang. In der Punkte-, Berg- und Nachwuchswertung behielten Michael Matthews, Mikkel Frølich Honoré (EF Education-EasyPost) und Magnus Sheffield ihre Führungstrikots.
Prolog: Adelaide – Adelaide (5,5 km)
Die erste Etappe wurde im Rahmen eines Einzelzeitfahren ausgetragen, dessen Start und Ziel sich in Adelaide befand. Die Strecke führte vom Adelaide Festival Centre über die Riverbank Pedestrian Bridge zum Adelaide Oval. Nun ging es auf dem War Memorial Drive entlang des River Torrens bis zur Albert Bridge, wo die Fahrer links auf die Frome Road abbogen. Kurz darauf folgte eine Kurvenkombination, die die Fahrer auf die MacKinnon Parade führte. Von dieser führte die Strecke weiter auf die Bundeys Road, ehe die Fahrer zur Hälfte der Strecke wieder rechts auf den War Memorial Drive abbogen. Anschließend folgte die Strecke dem River Torrens stromabwärts und querte diesen bei der Albert Bridge. Vorbei am Adelaide Zoo ging es nun auf den Victoria Drive, an dessen Ende die Fahrer eine technisch anspruchsvolle Kurvenkombination durchfuhren, die sie auf eine kleine Promenade führte, die direkt neben dem Ufer des River Torrens verlief. Das Ziel befand sich kurz darauf auf der Höhe des Elder Park.
| Platz | Fahrer           | Nation | Team                     | Zeit                   |
| ----- | ---------------- | ------ | ------------------------ | ---------------------- |
| 01.   | Alberto Bettiol  | ITA    | EF Education-EasyPost    | 0:06:19 h (52,24 km/h) |
| 02.   | Magnus Sheffield | USA    | Ineos Grenadiers         | + 0:08 min             |
| 03.   | Julius Johansen  | DEN    | Intermarché-Circus-Wanty | + 0:10 min             |
| 04.   | Kaden Groves     | AUS    | Alpecin-Deceuninck       | + 0:11 min             |
| 05.   | Samuel Gaze      | NZL    | Alpecin-Deceuninck       | "                      |
| 06.   | Hugo Page        | FRA    | Intermarché-Circus-Wanty | + 0:12 min             |
| 07.   | Marius Mayrhofer | GER    | Team DSM                 | + 0:13 min             |
| 08.   | Jannik Steimle   | GER    | Soudal Quick-Step        | "                      |
| 09.   | Jay Vine         | AUS    | UAE Team Emirates        | + 0:14 min             |
| 10.   | Michael Matthews | AUS    | Team Jayco AlUla         | "                      |

| Platz | Fahrer           | Nation | Team                     | Zeit       |
| ----- | ---------------- | ------ | ------------------------ | ---------- |
| 01.   | Alberto Bettiol  | ITA    | EF Education-EasyPost    | 0:06:19 h  |
| 02.   | Magnus Sheffield | USA    | Ineos Grenadiers         | + 0:08 min |
| 03.   | Julius Johansen  | DEN    | Intermarché-Circus-Wanty | + 0:10 min |
| 04.   | Kaden Groves     | AUS    | Alpecin-Deceuninck       | + 0:11 min |
| 05.   | Samuel Gaze      | NZL    | Alpecin-Deceuninck       | "          |
| 06.   | Hugo Page        | FRA    | Intermarché-Circus-Wanty | + 0:12 min |
| 07.   | Marius Mayrhofer | GER    | Team DSM                 | + 0:13 min |
| 08.   | Jannik Steimle   | GER    | Soudal Quick-Step        | "          |
| 09.   | Jay Vine         | AUS    | UAE Team Emirates        | + 0:14 min |
| 10.   | Michael Matthews | AUS    | Team Jayco AlUla         | "          |

Etappe 1: Tanunda – Tanunda (150 km)
Start- und Zielort der ersten Etappe war Tanunda im Nordwesten von Adelaide. Die Strecke führte auf zwei Rundkursen durch das Barossa Valley. Die ersten Kilometer wurden auf der größeren Runde absolviert, die über die Ortschaften Seppeltsfield, Greenock, Nuriootpa und Angaston führte. Im Anschluss folgte die erste Auffahrt auf der Menglers Hill Road (500 m), bei der jedoch keine Punkte im Kampf um die Bergwertung vergeben wurden. Nachdem die Kuppe erreicht wurde, ging es zurück zum Startort, wo nach 43,5 Kilometer ein Zwischensprint bei der ersten Zieldurchfahrt erfolgte. Nun wechselten die Fahrer auf den 26 Kilometer langen kleineren Rundkurs, der viermal absolviert werden musste. Dieser führte über Vine Vale zur Long Gully Road, die in die Menglers Hill Road mündete. Diese wies auf einer Länge von 3,8 Kilometern eine durchschnittliche Steigung von 3,6 % auf, wobei Passagen von über 13 % absolviert werden mussten. Auf der ersten und dritten Runde, 91,8 und 39,6 Kilometer vor dem Ziel wurden Bergwertungen der 4. Kategorie ausgefahren. Nach einer kurzen steilen Abfahrt führten die letzten sieben Kilometer über Bethany nach Tanunda, wo sich das Ziel auf dem Barossa Valley Way auf der Höhe des Tanunda Rotunda befand. Bei der dritten Zieldurchfahrt, 52,2 Kilometer vor dem Ziel, wurde der zweite Zwischensprint ausgefahren.
| Platz | Fahrer           | Nation | Team                     | Zeit                   |
| ----- | ---------------- | ------ | ------------------------ | ---------------------- |
| 01.   | Phil Bauhaus     | GER    | Bahrain Victorious       | 3:37:35 h (41,33 km/h) |
| 02.   | Caleb Ewan       | AUS    | UniSA-Australia          | "                      |
| 03.   | Michael Matthews | AUS    | Team Jayco AlUla         | "                      |
| 04.   | Alessandro Covi  | ITA    | UAE Team Emirates        | "                      |
| 05.   | Paul Penhoët     | FRA    | Groupama-FDJ             | "                      |
| 06.   | Emīls Liepiņš    | LAT    | Trek-Segafredo           | "                      |
| 07.   | Hugo Page        | FRA    | Intermarché-Circus-Wanty | "                      |
| 08.   | Hugo Hofstetter  | FRA    | Team Arkéa-Samsic        | "                      |
| 09.   | Taj Jones        | AUS    | Israel-Premier Tech      | "                      |
| 10.   | Gerben Thijssen  | BEL    | Intermarché-Circus-Wanty | "                      |

| Platz | Fahrer           | Nation | Team                     | Zeit       |
| ----- | ---------------- | ------ | ------------------------ | ---------- |
| 01.   | Alberto Bettiol  | ITA    | EF Education-EasyPost    | 3:43:54 h  |
| 02.   | Michael Matthews | AUS    | Team Jayco AlUla         | + 0:06 min |
| 03.   | Magnus Sheffield | USA    | Ineos Grenadiers         | + 0:08 min |
| 04.   | Julius Johansen  | DEN    | Intermarché-Circus-Wanty | + 0:10 min |
| 05.   | Kaden Groves     | AUS    | Alpecin-Deceuninck       | + 0:11 min |
| 06.   | Samuel Gaze      | NZL    | Alpecin-Deceuninck       | "          |
| 07.   | Hugo Page        | FRA    | Intermarché-Circus-Wanty | + 0:12 min |
| 08.   | Marius Mayrhofer | GER    | Team DSM                 | + 0:13 min |
| 09.   | Corbin Strong    | NZL    | Israel-Premier Tech      | "          |
| 10.   | Jannik Steimle   | GER    | Soudal Quick-Step        | "          |

Etappe 2: Brighton – Victor Harbor (154,8 km)
Die zweite Etappe führte von Brighton im Süden von Adelaide nach Victor Harbor. Die ersten 40 Kilometer verliefen auf flachen Straßen in Küstennähe in Richtung Süden, wobei beim Snapper Point in Aldinga Beach nach 33,6 gefahrenen Kilometern der erste Zwischensprint ausgefahren wurde. In zunehmend hügligem Terrain gelangten Fahrer über den Sellicks Hill auf die Fleurieu-Halbinsel. In Yankalilla wurde nach 71,7 Kilometern der zweite Zwischensprint ausgefahren, ehe wenig später der Parawa Hill (337 m) in Angriff genommen wurde. Dieser Anstieg der 2. Kategorie wies auf einer Länge von 2,9 Kilometern eine durchschnittliche Steigung von 7 % auf, wobei er Rampen von über 16 % beinhaltete. Nachdem die Bergwertung bei Kilometer 87,2 überquert worden war, folgte eine längere Abfahrt mit zahlreichen Gegensteigungen, die die Fahrer an die Küste der Encounter Bay leitete. Kurz vor dem Zielort Victor Harbor, drehte die Strecke noch einmal landeinwärts und führte zur letzten Bergwertung des Tages, die auf dem Nettle Hill (226 m) abgenommen wurde. Dieser Anstieg der 1. Kategorie war 2,5 Kilometer lang und wies eine Durchschnittsteigung von 6,8 % auf. Die maximalen Steigungsprozente lagen erneut bei rund 16 %. Nachdem die Kuppe überquert worden war, führten die letzten 20,9 Kilometer auf direktem Weg nach Victor Harbor. Die Ziellinie befand sich neben dem Warland Reserve am Ende der rund 600 Meter langen Esplanade.
| Platz | Fahrer        | Nation | Team                | Zeit                   |
| ----- | ------------- | ------ | ------------------- | ---------------------- |
| 01.   | Rohan Dennis  | AUS    | Jumbo-Visma         | 4:00:40 h (38,59 km/h) |
| 02.   | Jay Vine      | AUS    | UAE Team Emirates   | + 0:02 min             |
| 03.   | Mauro Schmid  | SUI    | Soudal Quick-Step   | "                      |
| 04.   | Simon Yates   | GBR    | Team Jayco AlUla    | "                      |
| 05.   | Jai Hindley   | AUS    | Bora-hansgrohe      | + 0:05 min             |
| 06.   | Caleb Ewan    | AUS    | UniSA-Australia     | + 0:11 min             |
| 07.   | Emīls Liepiņš | LAT    | Trek-Segafredo      | "                      |
| 08.   | Corbin Strong | NZL    | Israel-Premier Tech | "                      |
| 09.   | Kaden Groves  | AUS    | Alpecin-Deceuninck  | "                      |
| 10.   | Paul Penhoët  | FRA    | Groupama-FDJ        | "                      |

| Platz | Fahrer           | Nation | Team                     | Zeit       |
| ----- | ---------------- | ------ | ------------------------ | ---------- |
| 01.   | Rohan Dennis     | AUS    | Jumbo-Visma              | 7:44:41 h  |
| 02.   | Jay Vine         | AUS    | UAE Team Emirates        | + 0:03 min |
| 03.   | Magnus Sheffield | USA    | Ineos Grenadiers         | + 0:12 min |
| 04.   | Mauro Schmid     | SUI    | Soudal Quick-Step        | + 0:13 min |
| 05.   | Corbin Strong    | NZL    | Israel-Premier Tech      | + 0:14 min |
| 06.   | Hugo Page        | FRA    | Intermarché-Circus-Wanty | "          |
| 07.   | Kaden Groves     | AUS    | Alpecin-Deceuninck       | + 0:15 min |
| 08.   | Marius Mayrhofer | GER    | Team DSM                 | + 0:17 min |
| 09.   | Nikias Arndt     | GER    | Bahrain Victorious       | + 0:19 min |
| 10.   | Miles Scotson    | AUS    | Groupama-FDJ             | + 0:20 min |

Etappe 3: Norwood – Campbelltown (116,8 km)
Die dritte Etappe führte von Norwood durch die Adelaide Hills nach Campbelltown. Unmittelbar nach dem offiziellen Start begann die Straße zu steigen und führte über die Norton Summit Road nach Ashton (544 m), wo eine Bergwertung der 2. Kategorie abgenommen wurde. Der 9,6 Kilometer lange Anstieg wies dabei eine durchschnittliche Steigung von rund 5 % auf. Nach der Kuppe blieben die Fahrer auf der B 27 und fuhren über mehrere kürzere Anstiege nach Lobethal, wo nach 29 Kilometern der erste Zwischensprint ausgefahren wurde. Über Birdwood ging es im Anschluss in Richtung Norden nach Williamstown, wo der zweite Zwischensprint nach 64 gefahrenen Kilometern folgte. Nun drehte die Fahrtrichtung erneut in Richtung Süden und führte über Kersbrook zur zweiten Bergwertung des Tages (1. Kategorie), die auf dem Checker Hill (487 m) abgenommen wurde. Dieser wurde nach 82,2 Kilometern überquert und führte über 1100 Meter mit einer durchschnittlichen Steigung von fast 10 %. Nach der anschließenden Abfahrt ging es über Gumeracha und Cudlee Creek zum Kangaroo Creek Reservoir, das über die Gorge Road erreicht wurde. Kurz darauf bogen die Fahrer nach Links auf die Corkscrew Road ab und nahmen den gleichnamigen Anstieg in Angriff. Bei diesem handelte es sich um eine Bergwertung der 1. Kategorie, die auf ihrer 2,3 Kilometer langen Strecke im Schnitt bei über 9 % lag. Im oberen Teil führten vier Kehren zu der kleinen Ortschaft Montacute (401 m) in der die Bergwertung abgenommen wurde. Die letzten 5,8 Kilometer verliefen auf der abschüssigen Montacute Road, ehe das Ziel auf der Maryvale Road neben dem Foxfield Oval erreicht wurde.
| Platz | Fahrer             | Nation | Team                     | Zeit                   |
| ----- | ------------------ | ------ | ------------------------ | ---------------------- |
| 01.   | Pello Bilbao       | ESP    | Bahrain Victorious       | 2:48:10 h (41,67 km/h) |
| 02.   | Simon Yates        | GBR    | Team Jayco AlUla         | "                      |
| 03.   | Jay Vine           | AUS    | UAE Team Emirates        | "                      |
| 04.   | Michael Matthews   | AUS    | Team Jayco AlUla         | + 0:28 min             |
| 05.   | Sven Erik Bystrøm  | NOR    | Intermarché-Circus-Wanty | "                      |
| 06.   | Natnael Tesfatsion | ERI    | Trek-Segafredo           | "                      |
| 07.   | Antonio Tiberi     | ITA    | Trek-Segafredo           | "                      |
| 08.   | Milan Vader        | NED    | Jumbo-Visma              | "                      |
| 09.   | Ben O’Connor       | AUS    | AG2R Citroën Team        | "                      |
| 10.   | Ethan Hayter       | GBR    | Ineos Grenadiers         | "                      |

| Platz | Fahrer            | Nation | Team                     | Zeit       |
| ----- | ----------------- | ------ | ------------------------ | ---------- |
| 01.   | Jay Vine          | AUS    | UAE Team Emirates        | 10:32:50 h |
| 02.   | Pello Bilbao      | ESP    | Bahrain Victorious       | + 0:15 min |
| 03.   | Simon Yates       | GBR    | Team Jayco AlUla         | + 0:16 min |
| 04.   | Magnus Sheffield  | USA    | Ineos Grenadiers         | + 0:45 min |
| 05.   | Mauro Schmid      | SUI    | Soudal Quick-Step        | + 0:46 min |
| 06.   | Ethan Hayter      | GBR    | Ineos Grenadiers         | + 0:50 min |
| 07.   | Sven Erik Bystrøm | NOR    | Intermarché-Circus-Wanty | + 0:54 min |
| 08.   | Antonio Tiberi    | ITA    | Trek-Segafredo           | + 0:58 min |
| 09.   | Ben O’Connor      | AUS    | AG2R Citroën Team        | + 1:00 min |
| 10.   | Gorka Izagirre    | ESP    | Movistar Team            | + 1:01 min |

Etappe 4: Port Willunga – Willunga (133,2 km)
Die vierte Etappe wurde auf mehreren Rundkursen um Willunga ausgetragen. Der Start erfolgte in Willunga Port, ehe es über Aldinga Beach und McLaren Vale ins hüglige Blewitt Springs ging. Im Anschluss ging es über McLaren Falt zurück nach McLaren Vale, bevor in Willunga die erste Zielpassage nach 51,4 gefahrenen Kilometern erfolgte. Diese befand sich auf der High Street, die mit ihrer Durchschnittsteigung von rund 3 % zugleich als Bergwertung der 4. Kategorie diente. Mit der ersten Zieldurchfahrt erreichten die Fahrer zudem den finalen Rundkurs, der 40,9 Kilometer lang war und zweimal absolviert werden musste. Von Willunga aus führte die Strecke nun zurück an die Küste nach Aldinga Beach wo am Snapper Point Zwischensprints bei den Kilometern 69,5 und 110,4 ausgefahren wurden. Anschließend ging es über Aldinga, Maslin Beach und McLaren Vale zurück nach Willunga, wo bei der zweiten Zieldurchfahrt (Kilometer 92,3) eine weitere Bergwertung der 4. Kategorie abgenommen wurde. Bei der Zielankunft wurden keine weiteren Punkte im Kampf um die Bergwertung vergeben.
| Platz | Fahrer           | Nation | Team                     | Zeit                   |
| ----- | ---------------- | ------ | ------------------------ | ---------------------- |
| 01.   | Bryan Coquard    | FRA    | Cofidis                  | 2:53:41 h (46,01 km/h) |
| 02.   | Alberto Bettiol  | ITA    | EF Education-EasyPost    | "                      |
| 03.   | Hugo Page        | FRA    | Intermarché-Circus-Wanty | "                      |
| 04.   | Paul Penhoët     | FRA    | Groupama-FDJ             | "                      |
| 05.   | Corbin Strong    | NZL    | Israel-Premier Tech      | "                      |
| 06.   | Michael Matthews | AUS    | Team Jayco AlUla         | "                      |
| 07.   | Dorian Godon     | FRA    | AG2R Citroën Team        | "                      |
| 08.   | Marius Mayrhofer | GER    | Team DSM                 | "                      |
| 09.   | Kim Heiduk       | GER    | Ineos Grenadiers         | "                      |
| 10.   | Caleb Ewan       | AUS    | UniSA-Australia          | "                      |

| Platz | Fahrer            | Nation | Team                     | Zeit       |
| ----- | ----------------- | ------ | ------------------------ | ---------- |
| 01.   | Jay Vine          | AUS    | UAE Team Emirates        | 13:26:31 h |
| 02.   | Simon Yates       | GBR    | Team Jayco AlUla         | + 0:15 min |
| 03.   | Pello Bilbao      | ESP    | Bahrain Victorious       | "          |
| 04.   | Magnus Sheffield  | USA    | Ineos Grenadiers         | + 0:45 min |
| 05.   | Mauro Schmid      | SUI    | Soudal Quick-Step        | + 0:46 min |
| 06.   | Ethan Hayter      | GBR    | Ineos Grenadiers         | + 0:50 min |
| 07.   | Sven Erik Bystrøm | NOR    | Intermarché-Circus-Wanty | + 0:54 min |
| 08.   | Hugo Page         | FRA    | Intermarché-Circus-Wanty | + 0:56 min |
| 09.   | Antonio Tiberi    | ITA    | Trek-Segafredo           | + 0:58 min |
| 10.   | Ben O’Connor      | AUS    | AG2R Citroën Team        | + 1:00 min |

Etappe 5: Unley – Mount Lofty (112,5 km)
Die fünfte und letzte Etappe wurde in Unley gestartet und endete auf einem Rundkurs um den Mount Lofty (700 m). Nach dem offiziellen Start führte die Strecke über die Mount Barker Road nach Crafers, wo der Anstieg auf der Mount Lofty Summit Road fortgesetzt wurde. Nach rund 8 Kilometern erfolgte die erste Zieldurchfahrt und die Fahrer gelangten auf einen 25,8 Kilometer langen Rundkurs, der viermal absolviert werden musste. Dieser führte zuerst bergab nach Summertown, ehe eine kurze Gegensteigung nach Uraidla folgte. Hier wurde in der ersten und dritten Runde bei den Kilometern 15,3 und 67 jeweils ein Zwischensprint ausgefahren. Im Anschluss ging es über Carey Gully nach Bridgewater, wo die Straße erneut zu steigen begann. Über Aldgate und Stirling führte die Strecke bei leichten Steigungsprozenten zurück nach Crafers, wo die neuerliche Auffahrt auf den Mount Lofty erfolgte. In der ersten und dritten Runde (Kilometer 33,6 und 85,3) wurde 1,3 Kilometer nach dem Abbiegen auf die Mount Lofty Summit Road eine Bergwertung der 1. Kategorie abgenommen, die eine durchschnittliche Steigung von 7,3 % aufwies. Die Ziellinie befand sich rund einen Kilometer später neben dem Carminow Castle.
| Platz | Fahrer            | Nation | Team                     | Zeit                   |
| ----- | ----------------- | ------ | ------------------------ | ---------------------- |
| 01.   | Simon Yates       | GBR    | Team Jayco AlUla         | 2:41:16 h (41,85 km/h) |
| 02.   | Jay Vine          | AUS    | UAE Team Emirates        | "                      |
| 03.   | Ben O’Connor      | AUS    | AG2R Citroën Team        | + 0:02 min             |
| 04.   | Antonio Tiberi    | ITA    | Trek-Segafredo           | + 0:03 min             |
| 05.   | Sven Erik Bystrøm | NOR    | Intermarché-Circus-Wanty | + 0:06 min             |
| 06.   | Jai Hindley       | AUS    | Bora-hansgrohe           | "                      |
| 07.   | Pello Bilbao      | ESP    | Bahrain Victorious       | "                      |
| 08.   | Giovanni Aleotti  | ITA    | Bora-hansgrohe           | "                      |
| 09.   | Magnus Sheffield  | USA    | Ineos Grenadiers         | "                      |
| 10.   | Mauro Schmid      | SUI    | Soudal Quick-Step        | "                      |

| Platz | Fahrer            | Nation | Team                     | Zeit       |
| ----- | ----------------- | ------ | ------------------------ | ---------- |
| 01.   | Jay Vine          | AUS    | UAE Team Emirates        | 16:07:41 h |
| 02.   | Simon Yates       | GBR    | Team Jayco AlUla         | + 0:11 min |
| 03.   | Pello Bilbao      | ESP    | Bahrain Victorious       | + 0:27 min |
| 04.   | Magnus Sheffield  | USA    | Ineos Grenadiers         | + 0:57 min |
| 05.   | Mauro Schmid      | SUI    | Soudal Quick-Step        | + 0:58 min |
| 06.   | Ben O’Connor      | AUS    | AG2R Citroën Team        | + 1:04 min |
| 07.   | Sven Erik Bystrøm | NOR    | Intermarché-Circus-Wanty | + 1:06 min |
| 08.   | Antonio Tiberi    | ITA    | Trek-Segafredo           | + 1:07 min |
| 09.   | Gorka Izagirre    | ESP    | Movistar Team            | + 1:13 min |
| 10.   | Bryan Coquard     | FRA    | Cofidis                  | "          |

## Wertungen im Verlauf
| Etappe         | Etappensieger   | Gesamtwertung   | Punktewertung    | Bergwertung           | Nachwuchswertung | Teamwertung              |
| -------------- | --------------- | --------------- | ---------------- | --------------------- | ---------------- | ------------------------ |
| Prolog         | Alberto Bettiol | Alberto Bettiol | nicht vergeben   | nicht vergeben        | Magnus Sheffield | Alpecin-Deceuninck       |
| 1              | Phil Bauhaus    | Alberto Bettiol | Phil Bauhaus     | Lucas Plapp           | Magnus Sheffield | Intermarché-Circus-Wanty |
| 2              | Rohan Dennis    | Rohan Dennis    | Caleb Ewan       | Jay Vine              | Magnus Sheffield | Alpecin-Deceuninck       |
| 3              | Pello Bilbao    | Jay Vine        | Michael Matthews | Jay Vine              | Magnus Sheffield | UAE Team Emirates        |
| 4              | Bryan Coquard   | Jay Vine        | Michael Matthews | Mikkel Frølich Honoré | Magnus Sheffield | UAE Team Emirates        |
| 5              | Simon Yates     | Jay Vine        | Michael Matthews | Mikkel Frølich Honoré | Magnus Sheffield | UAE Team Emirates        |
| Wertungssieger | Wertungssieger  | Jay Vine        | Michael Matthews | Mikkel Frølich Honoré | Magnus Sheffield | UAE Team Emirates        |